# Grant Irvine
Grant Irvine (Brisbane, 17 maart 1991) is een Australische zwemmer.

## Carrière
Bij zijn internationale debuut, op de wereldkampioenschappen kortebaanzwemmen 2012 in Istanboel, eindigde Irvine als zevende op de 200 meter vlinderslag en strandde hij in de series van zowel de 50 als de 100 meter vlinderslag. Samen met Robert Hurley, Kenneth To en Tommaso D'Orsogna veroverde hij de bronzen medaille op de 4x100 meter wisselslag.
Op de wereldkampioenschappen zwemmen 2013 in Barcelona werd de Australiër uitgeschakeld in de halve finales van de 200 meter vlinderslag.
Tijdens de Gemenebestspelen 2014 in Glasgow sleept Irvine de zilveren medaille in de wacht op de 200 meter vlinderslag.

## Internationale toernooien
| Jaar | Olympische Spelen | WK langebaan         | WK kortebaan                                                                         | PanPacs       | Gemenebestspelen |
| ---- | ----------------- | -------------------- | ------------------------------------------------------------------------------------ | ------------- | ---------------- |
| 2012 | geen deelname     |                      | 31e 50m vlinderslag · 21e 100m vlinderslag · 7e 200m vlinderslag · 4x100m wisselslag |               |                  |
| 2013 |                   | 14e 200m vlinderslag |                                                                                      |               |                  |
| 2014 |                   |                      | 3-7 december                                                                         | geen deelname | 200m vlinderslag |

## Persoonlijke records
Bijgewerkt tot en met 9 november 2014
Kortebaan
| Afstand          | Tijd    | Datum           | Plaats   |
| ---------------- | ------- | --------------- | -------- |
| 50m vlinderslag  | 23,71   | 7 november 2014 | Adelaide |
| 100m vlinderslag | 50,84   | 6 november 2014 | Adelaide |
| 200m vlinderslag | 1.52,37 | 9 november 2014 | Adelaide |

Langebaan
| Afstand          | Tijd    | Datum         | Plaats   |
| ---------------- | ------- | ------------- | -------- |
| 50m vlinderslag  | 24,61   | 1 april 2014  | Brisbane |
| 100m vlinderslag | 52,55   | 4 april 2014  | Brisbane |
| 200m vlinderslag | 1.55,32 | 28 april 2013 | Adelaide |